# Залука-Липницька
45°36′ пн. ш. 15°18′ сх. д. / 45.60° пн. ш. 15.30° сх. д.
Залука-Липницька (хорв. Zaluka Lipnička) — населений пункт у Хорватії, у Карловацькій жупанії у складі громади Жаканє.

## Населення
Населення за даними перепису 2011 року становило 132 осіб.
Динаміка чисельності населення поселення: